# Kinesiska tecken

Kinesiska tecken för hanzi, till vänster traditionella kinesiska tecken, till höger förenklade.

Kinesiska tecken är det skriftsystem som används för att skriva kinesiska, japanska och i viss mån koreanska. Det har tidigare använts även för vietnamesiska. Det är tecknens ursprung som logogram som gör det möjligt att återge inte bara flertalet, ibland mycket olika, kinesiska dialekter utan även helt andra talade språks betydelser. Tecknen skrevs ursprungligen i kolumner från höger till vänster, men skrivs numera ofta i rader från vänster till höger; båda skrivsätten anses dock vara korrekta och i till exempel tidningstext kan man se dem blandade.

## Historik
Det skrivna språket har genomgått en flertusenårig utveckling i Kina. Hur denna process förflutit från ursprungliga ristningar på orakelben och antika bronsföremål till moderna tecken har beskrivits av den svenska sinologen Cecilia Lindqvist i sitt Augustpriset-belönade verk Tecknens rike.
Skriftsystemet utvecklades för att skriva kinesiska men lånades sedermera, med såväl betydelse som uttal, för att skriva japanska, koreanska och vietnamesiska. Dessa språk kom därmed att berikas med ett vanligen abstrakt ordförråd ungefär på samma sätt som latinets och grekiskans roll i nordiska språk. Den absoluta majoriteten av de kinesiska tecknen motsvarar i kinesiska en stavelse. I japanska används de kinesiska tecknen, som i detta sammanhang kallas för kanji, dels för de vanligen tvåstaviga orden med kinesisk läsning, dels för att skriva enstaka teckens rot för ursprunglig japansk läsning, då kompletterad med stavelsealfabet – kana, som används för att skriva dessa ords böjningar med mera. Ett kanji har därmed på japanska oftast minst två utläsningar.

## Struktur
De kinesiska tecknen är i motsats till ett alfabet inte primärt ljudhärmande, utan är uppbyggt av logogram som istället avser att representera det semantiska innehållet – betydelsen. En del tecken var ursprungligen bilder och har fortfarande sin form. De flesta tecken är dock uppbyggda av två delar, varav en ("radikal") syftar på tecknets betydelse och oftast är ett bildtecken i halvformat. Den andra delen ("fonetikum") ger en god vink om tecknets uttal. Detta leder till att det finns ett mycket stort antal kinesiska tecken. För att identifiera ett tecken i ett större teckenlexikon måste man först identifiera radikalen, som är en av 214 stycken och därefter räkna antal streck i dess fonetikum.

## Förenkling av tecken i modern tid
Tecknens komplicerade skrivsätt har lett till att traditionella kinesiska tecken i Kina ersatts av förenklade kinesiska tecken. I Taiwan håller man fortfarande fast vid den traditionella formen.
I Japan har denna förenkling av kanji inte drivits lika långt som i Kina, utan man har valt ut och måttligt förenklat drygt 2000 tecken som standard, medan övriga numera helt och hållet skrivs med stavelseskriften kana. Japanskan innehåller också ett par hundra tecken utan kinesisk läsning, så kallade ateji, som är konstruerade i Japan för inhemskt bruk. Bland dem finns en stor mängd tecken för olika fiskarter och andra marina djur, vilka dock inte längre räknas till standardtecknen.

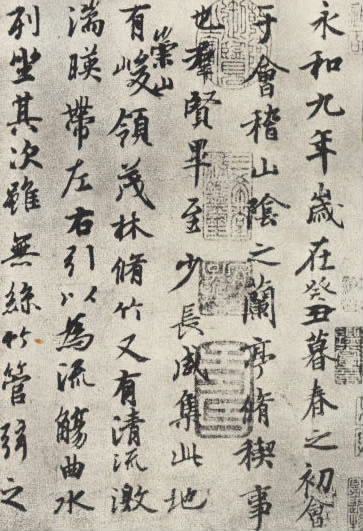
Kinesisk kalligrafi

|                                            | Traditionella kinesiska tecken | Förenklade kinesiska tecken | Japanska tecken | betydelse              |
| ------------------------------------------ | ------------------------------ | --------------------------- | --------------- | ---------------------- |
| Förenklade i kinesiska men inte i japanska | 電                             | 电                          | 電              | elektricitet           |
| Förenklade i kinesiska men inte i japanska | 開                             | 开                          | 開              | öppen                  |
| Förenklade i kinesiska men inte i japanska | 東                             | 东                          | 東              | öster                  |
| Förenklade i kinesiska men inte i japanska | 車                             | 车                          | 車              | kärra, bil, fordon     |
| Förenklade i kinesiska men inte i japanska | 紅                             | 红                          | 紅              | röd                    |
| Förenklade i kinesiska men inte i japanska | 無                             | 无                          | 無              | intet                  |
| Förenklade i kinesiska men inte i japanska | 鳥                             | 鸟                          | 鳥              | fågel                  |
| Förenklade i kinesiska men inte i japanska | 熱                             | 热                          | 熱              | het                    |
| Förenklade i japanska men inte i kinesiska | 佛                             | 佛                          | 仏              | Buddha                 |
| Förenklade i japanska men inte i kinesiska | 惠                             | 惠                          | 恵              | god gärning, vänlighet |
| Förenklade i japanska men inte i kinesiska | 拜                             | 拜                          | 拝              | tillbedjan, dyrkan     |
| Förenklade i japanska men inte i kinesiska | 黑                             | 黑                          | 黒              | svart                  |
| Förenklade i japanska men inte i kinesiska | 冰                             | 冰                          | 氷              | is                     |
| Förenklade i japanska men inte i kinesiska | 兔                             | 兔                          | 兎              | hare, kanin            |
| Förenklade i japanska men inte i kinesiska | 妒                             | 妒                          | 妬              | svartsjuka, avund      |
| Förenklade i båda men på olika sätt        | 歲                             | 岁                          | 歳              | år, ålder              |
| Förenklade i båda men på olika sätt        | 圖                             | 图                          | 図              | bild, diagram          |
| Förenklade i båda men på olika sätt        | 轉                             | 转                          | 転              | vrida runt, förändra   |
| Förenklade i båda men på olika sätt        | 廣                             | 广                          | 広              | vid, bred              |
| Förenklade i båda men på olika sätt        | 惡                             | 恶                          | 悪              | dålig, elak, ond       |
| Förenklade i båda men på olika sätt        | 豐                             | 丰                          | 豊              | överdådig              |
| Förenklade i båda men på olika sätt        | 腦                             | 脑                          | 脳              | hjärna                 |
| Förenklade i båda men på olika sätt        | 樂                             | 乐                          | 楽              | skoj                   |
| Förenklade i båda men på olika sätt        | 氣                             | 气                          | 気              | luft                   |
| Förenklade i båda på samma sätt            | 學                             | 学                          | 学              | lära in                |
| Förenklade i båda på samma sätt            | 體                             | 体                          | 体              | kropp                  |
| Förenklade i båda på samma sätt            | 點                             | 点                          | 点              | punkt                  |
| Förenklade i båda på samma sätt            | 貓                             | 猫                          | 猫              | katt                   |
| Förenklade i båda på samma sätt            | 蟲                             | 虫                          | 虫              | insekt, kryp           |
| Förenklade i båda på samma sätt            | 黃                             | 黄                          | 黄              | gul                    |
| Förenklade i båda på samma sätt            | 盜                             | 盗                          | 盗              | tjuv                   |
| Förenklade i båda på samma sätt            | 國                             | 国                          | 国              | land, stat             |

## Kalligrafi
Kalligrafi var i det gamla Kina ett av en lärd persons fyra måsten och konsten har fortfarande en mycket hög status. Sådan teckenskrift utförs traditionellt med pensel och tusch, två av studerkammarens fyra skatter. Med "kalligrafi" (kinesiska shufa 書法, japanska shodo 書道) avses i detta kulturområde just penselskrift, även om man numera också talar om "kalligrafi med penna".
I kinesisk, koreansk, vietnamesisk och japansk konst har kalligrafin haft en stark ställning under mycket lång tid, i Kina ända sedan man började med mjuka penslar under Handynastin för omkring 2 000 år sedan,